# Мурсалиева, Галина Шальмиевна
Гали́на Шальми́евна Мурсали́ева (род. 1957) — российская журналистка, писательница, обозреватель издания «Новая газета». Автор резонансной статьи «Группы смерти (18+)» о закрытых сообществах в «ВКонтакте», склоняющих подростков к самоубийству при помощи т. н. игры «Синий кит». Награждена почётной грамотой от Российского психологического общества «За большой профессиональный вклад в создание и развитие психологической журналистики в России» (2008). Лауреат Премии Правительства Российской Федерации в области СМИ (2018), журналистской премии «Золотое перо России» (2020).

## Биография
Галина Мурсалиева получила филологическое образование. Начала профессиональную карьеру в журналистике в молодости, в девятнадцать лет стала штатным работником газеты «Молодёжь Азербайджана», где проработала больше десяти лет. Также работала в газете «Бакинский рабочий».
В 1994 году начала работать журналистом в Москве, в газете «Московские новости», потом в журнале «Огонёк».
С 1998 года и по настоящее время работает в издании «Новая газета».
Т. И. Фролова в научной статье «Лучшие практики в социальной журналистике: содержание и перспективы профессиональных открытий» выделяет следующие тематические группы публикаций Галины Мурсалиевой в «Новой газете»: «о доступности обезболивающих лекарств для онкобольных; об антигуманных и противоестественных законах; о человеческом подвиге; о людях, поддерживающих благотворительные фонды и знаковых календарных датах».
В 2016 году получила широкую известность после публикации своего расследования «Группы смерти (18+)», где впервые рассказывалось о закрытых сообществах в «ВКонтакте», склоняющих подростков к самоубийствам при помощи т. н. игры «Синий кит». Как отмечают исследователи медиа Р. В. Жолудь и В. В. Фурсова, данная статья «повлекла за собой серию материалов в других СМИ и вызвала большой интерес к суицидальным сообществам и, как следствие, массовую истерию». Как указывает доцент кафедры журналистики ТюмГУ А. А. Андреева, «общественный резонанс публикации мог быть усилен репутацией „Новой газеты“ как либерального качественного издания, работающего в плоскости социальных проблем». В том же году Мурсалиева выпустила об этой теме книгу «Дети в сети». В 2017 году Госдума ввела уголовную ответственность за создание «групп смерти».
В мае 2016 года попала в топ-15 самых цитируемых журналистов по версии Медиалогии. По итогам 2016 года также оказалась в списке тридцати самых цитируемых журналистов.

## Оценки
Исследователь Т. И. Фролова характеризует Галину Мурсалиеву как профи в журналистике, которая считает «своим профессиональным и гражданским долгом привлекать внимание общества к кризису не только политическому и экономическому, но и — что не менее важно — психологическому. Обсуждать на страницах издания кризис смысла и ценностей жизни, говорить о том, что до сих пор не привито и не принято, делать это талантливо и ярко — её главная задача», мнение Фроловой цитирует исследователь А. А. Андреева.

## Награды
Лауреат премии журнала «Огонёк» (1996).
Награждена почётной грамотой от Российского психологического общества «За большой профессиональный вклад в создание и развитие психологической журналистики в России» (2008).
В 2015 году в числе победителей конкурса журналистских работ, организованным Агентством социальной информации «Так просто рассказать о…».
Лауреат Премии Правительства Российской Федерации в области СМИ (2018).
Лауреат премии «Золотое перо России» (2020).